# 王举正
王举正（?—?），字伯仲，镇定人。王化基之子。幼嗜学，為人穩重寡言，以荫补秘书省校书郎。娶陈尧佑之女為妻。後以进士及第，授知伊阙，歷官馆阁校勘、集贤校理。御史台要推荐妻弟李徽之做御史，被舉正所反對。李徽之非常生氣，並控告他：“妻悍不能制，如謀國何?”被撤職，以禮部侍郎出京知許州。